# 公安部铁路公安局
公安部铁路公安局，序列号公安部十局，简称铁路公安，是中华人民共和国公安部内设机构，负责领导中华人民共和国铁路路内的公安业务工作，垂直管理全国铁路公安机关。

## 历史

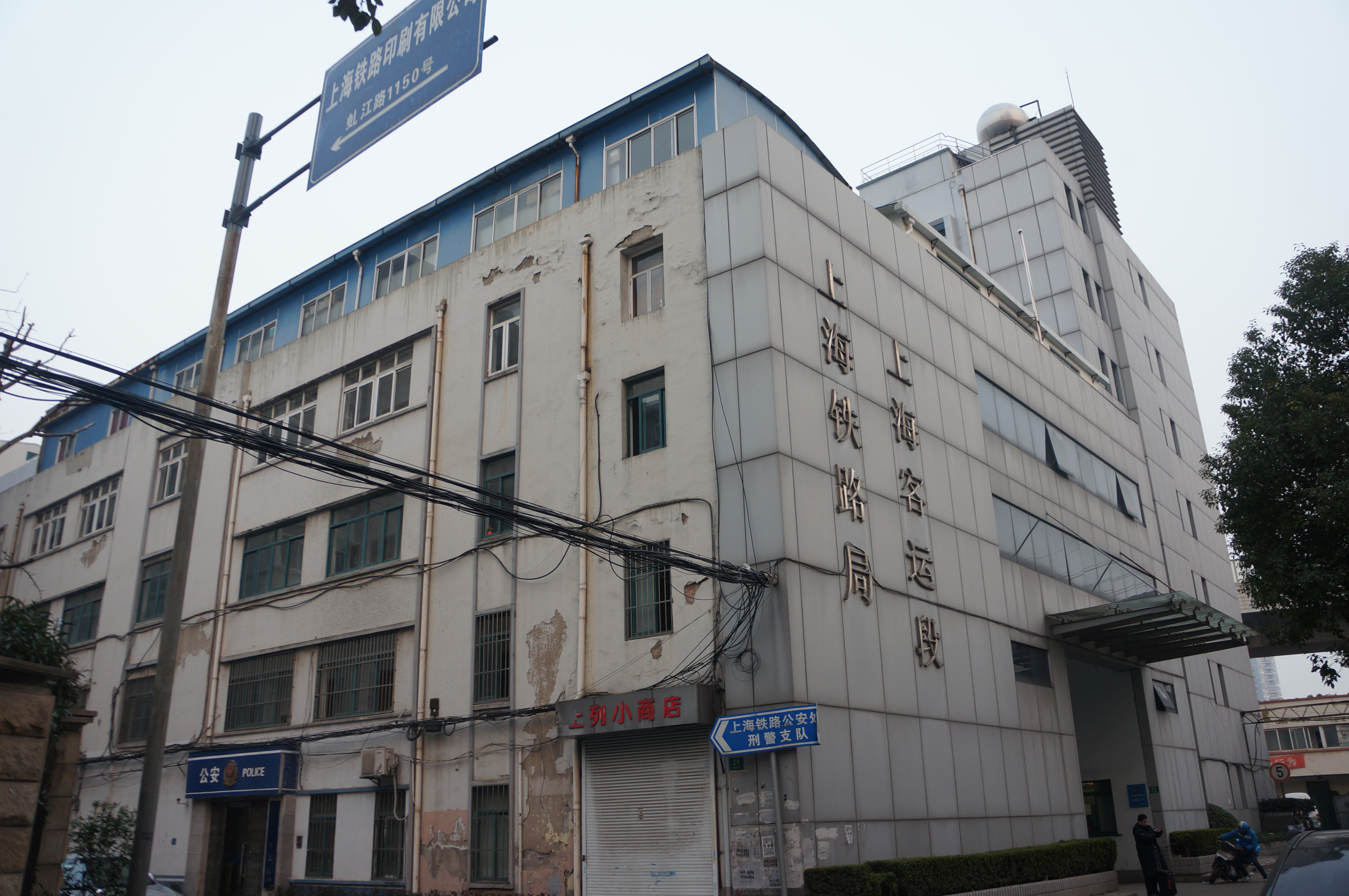
位于原上海铁路局上海客运段大楼的原上海鐵路公安局上海铁路公安处刑警支队

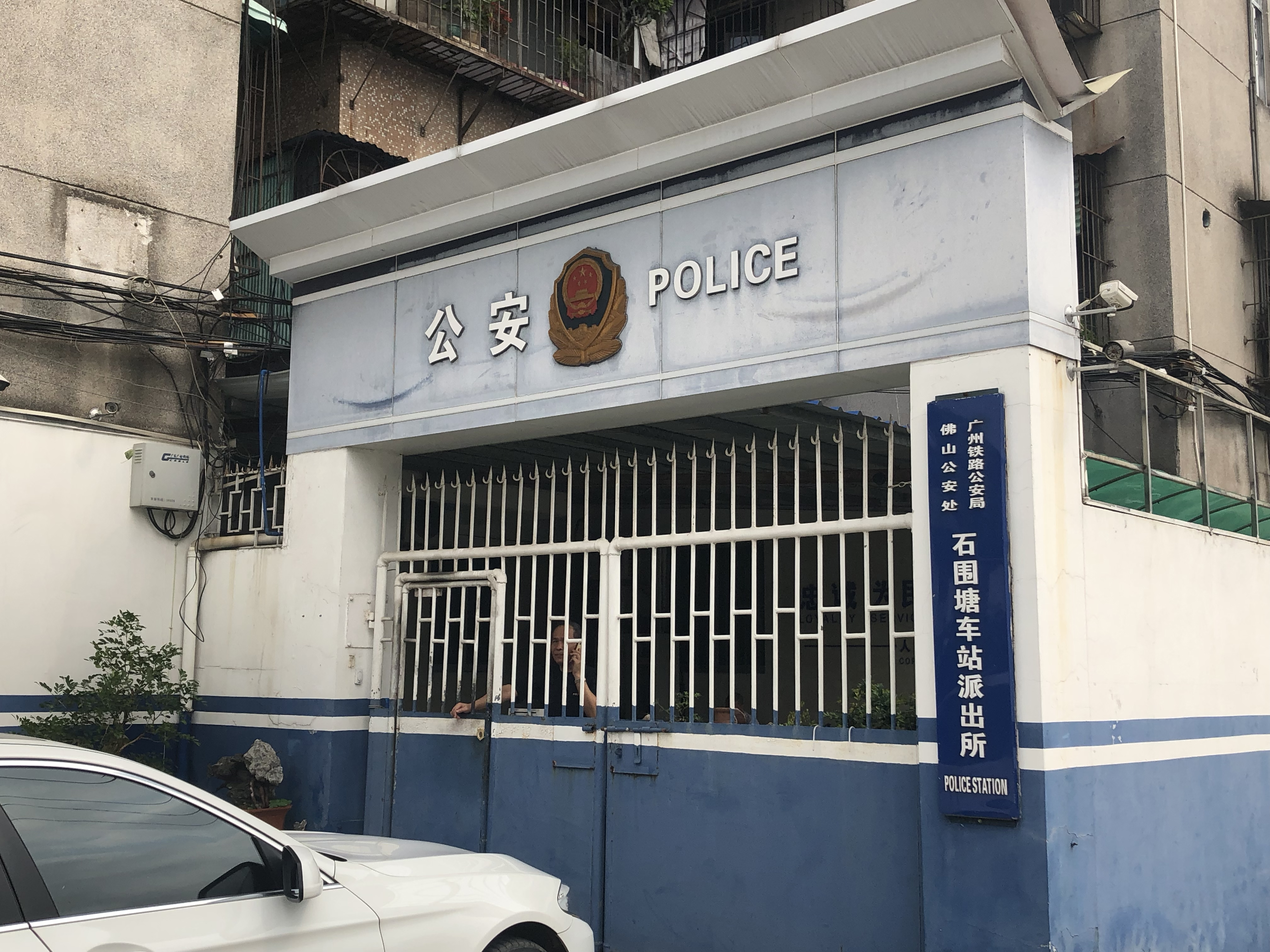
位于石围塘站的广州铁路公安局佛山公安处石围塘车站派出所

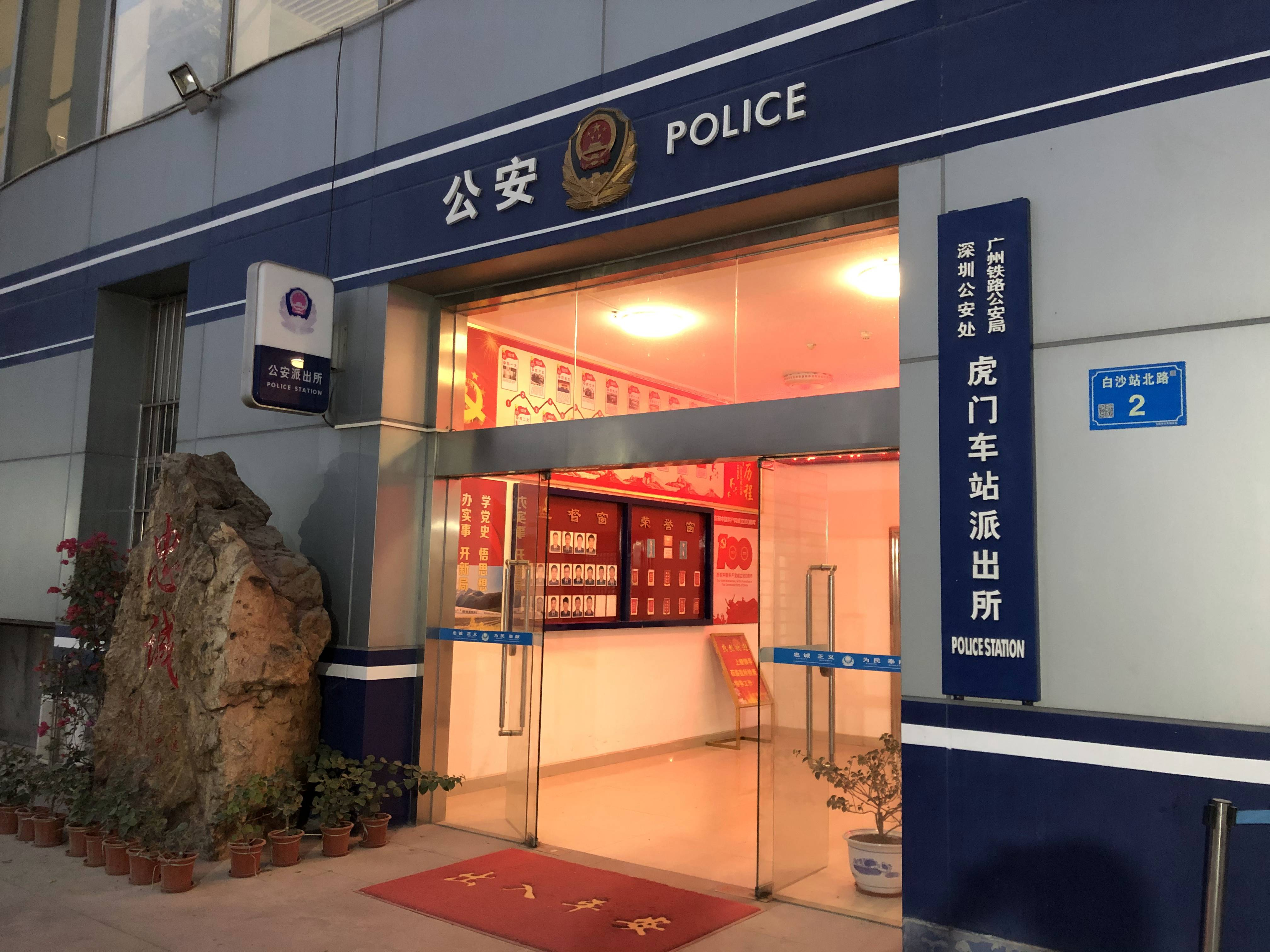
位于虎门站的广州铁路公安局深圳公安处虎门车站派出所

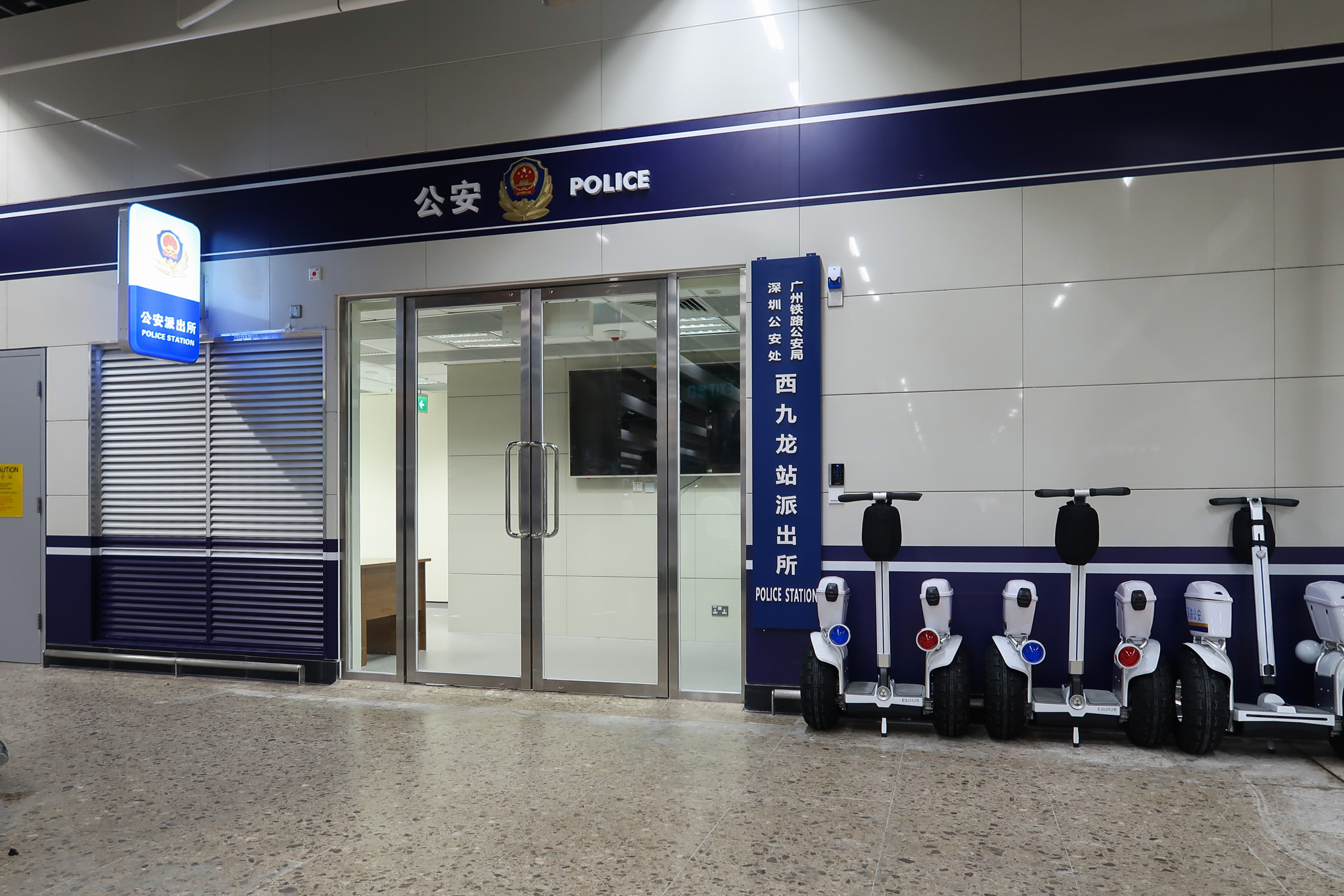
位于香港西九龙站内地口岸区的广州铁路公安局深圳公安处西九龍站派出所

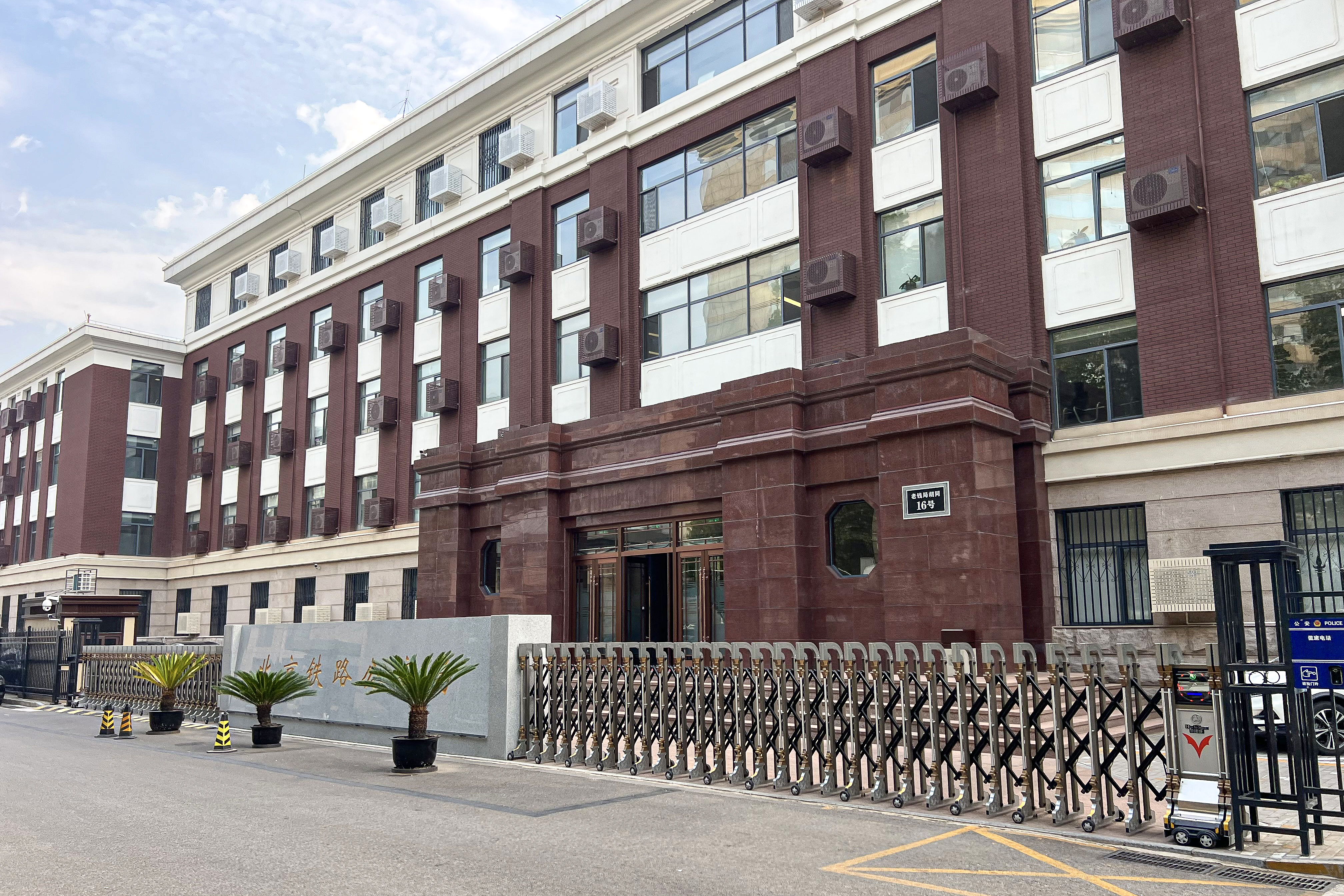
北京铁路公安局

1947年在哈尔滨成立东北铁路公安处。1948年底成立东北铁路公安局。

### 建国初期
1949年，中央人民政府决定组建铁道部公安局，作为中央人民政府铁道部内设机构，首任局长冯纪。1953年初成立公安部交通保卫局（十局）。1954年秋铁道部公安局并入公安部交通保卫局（十局） 。1970年7月，铁道部、交通部合并为中华人民共和国交通部，1971年8月17日经国务院批准交通部公安局成立，实编55人。1975年，重新分设铁道部，重设铁道部公安局（列为公安部十局）。在各铁路局设置铁路局公安处，在各铁路分局设铁路分局公安分处。实行双重领导、分级管理、条块结果、以块为主。铁路公安机关依法履行除户籍管理、出入境管理、边境管理之外的所有公安机关权责。

### 改开初期
1987年2月，各铁路局公安处改名为铁路公安处，在各铁路分局设置铁路公安分处。1990年1月1日起，各铁路公安处升级为铁路公安局。1990年5月，铁路公安局列入所在省（自治区、直辖市）公安厅（局）序列。1990年代，铁道部公安局下设铁路工程公安局，各铁路工程局设公安处，工程局下属各工程处设公安分处。铁道部公安局下设铁道建筑公安局，各铁道建筑局设公安处，铁建局下属各工程处设公安分处。

### 政企分开改革
从2005年1月1日起，铁道建筑公安局和铁路工程公安局脱离中国铁道建筑总公司和中国铁路工程总公司。其後河南省公安厅第一工程公安局、武汉市公安局重点工程公安分局；襄阳市公安局重点工程公安分局分別成立。2010年1月1日起，铁路工程公安局、铁道建筑公安局正式进入北京市公安局体制内运行，机构名称为北京市公安局铁路工程公安局、北京市公安局铁道建筑公安局，作为地方公安机关按属地原则在北京市行政区域内开展工作。
2009年10月，经中央批准，铁路公安局、铁路公安处及铁路公安所（队）从铁路运输企业中全部分离，一次性整体纳入国家司法管理体系，人员编制纳入国家政法专项编制，所需经费由各级财政保障，民警转为国家公务员，独立于铁路企业，行使国家公权力。经中央编办批准，7万余名铁路公安民警通过考核、考试取得中央国家机关国家公务员身份。
改革后，铁道部公安局下设各铁路公安局（副厅级）。铁路公安局下设铁路公安处（正处级）。铁路公安处列入所在省（自治区、直辖市）公安厅（局）序列。铁路公安处下设铁路公安分处或警务区（副处级）、车站派出所、车站公安段（正科级）等。
2013年3月14日，第十二届全国人民代表大会第一次会议通过《国务院机构改革和职能转变方案》，决定组建国家铁路局，由交通运输部管理，承担铁道部的其他行政职责。组建中国铁路总公司，承担铁道部的企业职责，不再保留铁道部。经中央编办批准，组建铁路公安局（公安部十局），撤销铁道部公安局，铁路公安局由国务院授权、公安部委托中国铁路总公司代管，列入公安部内设机构序列，采取公安部与铁总双重领导、以公安部为主的管理体制。

### 深改时期
2018年12月，中办、国办印发《行业公安机关管理体制调整工作方案》，按照“警是警、政是政、企是企”的要求，将铁路公安、森林公安、交通公安由双重领导调整为公安部领导。
2019年，中办、国办印发《公安部职能配置、内设机构和人员编制规定》，组建公安部铁路公安局（公安部十局），撤销铁路公安局，铁路公安系统不再实行双重领导。改革后，铁路公安系统核定政法专项编制74591名，由公安部统一管理。
2019年9月27日，中办、国办印发《中共中央办公厅、国务院办公厅关于印发铁路、交通港航、森林、民航公安机关和海关缉私部门管理体制调整工作实施方案的通知》。方案规定，铁路公安机关实行公安部铁路公安局、设置在地方的铁路公安局、铁路公安处的垂直管理体制，下一级铁路公安机关接受上一级铁路公安机关的直接领导管理，设置在地方的18个铁路公安局，公安业务工作同时接受所在省、自治区、直辖市公安厅局指导，所属铁路公安处与上级铁路公安局不在同一省份的，公安业务工作同时接受所在省、自治区、直辖市公安厅、局指导，各级铁路公安机关派驻铁路运输企业开展工作，设置在地方的铁路公安局一名主要负责同志按照规定程序进入派驻铁路运输企业党委领导班子。

## 职责
根据《中共中央办公厅、国务院办公厅关于印发铁路、交通港航、森林、民航公安机关和海关缉私部门管理体制调整工作实施方案的通知》，铁路公安机关承担下列职责；
1. 承担铁路治安保卫工作，
2. 依法管辖涉及铁路的治安、刑事案件，
3. 组织管理铁路专运、客运的安全警卫，
4. 参加铁路交通事故的调查处理，
5. 指导铁路治安综合治理。

## 机构设置
根据有关规定，公安部铁路公安局设置下列机构：

### 内设机构
- 综合处（办公室）
- 政治部
  - 宣传处
- 政治侦察保卫处（国内安全保卫处）
- 治安处
- 刑事侦查处
- 消防处
- 警卫处
- 网络监察处
- 技术处
- 法制监管处

### 垂直管理机构
北京铁路公安局
- 北京铁路公安处[註 1]
- 天津铁路公安处[註 2]
- 石家庄铁路公安处[註 3]
- 神华铁路公安处[註 4]

哈尔滨铁路公安局
- 哈尔滨铁路公安处
- 齐齐哈尔铁路公安处
- 牡丹江铁路公安处
- 佳木斯铁路公安处
- 海拉尔铁路公安处

沈阳铁路公安局
- 沈阳铁路公安处
- 长春铁路公安处
- 锦州铁路公安处
- 大连铁路公安处
- 通化铁路公安处
- 通辽铁路公安处
- 吉林铁路公安处
- 丹东铁路公安处
- 白城铁路公安处
- 延边铁路公安处[註 6]

呼和浩特铁路公安局
- 包头铁路公安处
- 集宁铁路公安处
- 锡林浩特铁路公安处[11]

郑州铁路公安局
- 郑州铁路公安处
- 洛阳铁路公安处
- 新乡铁路公安处

太原铁路公安局
- 太原铁路公安处
- 大同铁路公安处
- 临汾铁路公安处
- 秦皇岛铁路公安处

济南铁路公安局
- 济南铁路公安处
- 青岛铁路公安处

上海铁路公安局
- 上海铁路公安处[註 7]
- 南京铁路公安处
- 杭州铁路公安处
- 蚌埠铁路公安处
- 徐州铁路公安处
- 合肥铁路公安处

广州铁路公安局
- 广州铁路公安处[註 8]
- 深圳铁路公安处[註 9]
- 佛山铁路公安处（原肇庆铁路公安处）[註 10]
- 惠州铁路公安处[註 11]
- 海口铁路公安处
- 长沙铁路公安处
- 衡阳铁路公安处
- 怀化铁路公安处

南宁铁路公安局
- 南宁铁路公安处
- 柳州铁路公安处
- 北海铁路公安处

成都铁路公安局
- 成都铁路公安处
- 重庆铁路公安处
- 贵阳铁路公安处
- 西昌铁路公安处

兰州铁路公安局
- 兰州铁路公安处
- 武威铁路公安处
- 银川铁路公安处

乌鲁木齐铁路公安局
- 乌鲁木齐铁路公安处
- 库尔勒铁路公安处
- 哈密铁路公安处
- 奎屯铁路公安处

南昌铁路公安局
- 南昌铁路公安处[註 12]

- 福州铁路公安处
- 鹰潭铁路公安处[註 13]
- 厦门铁路公安处[12]
- 赣州铁路公安处

昆明铁路公安局
- 昆明铁路公安处
- 开远铁路公安处

青藏铁路公安局
- 西宁铁路公安处
- 格尔木铁路公安处
- 拉萨铁路公安处

武汉铁路公安局
- 武汉铁路公安处
- 襄阳铁路公安处
- 麻城铁路公安处

西安铁路公安局
- 西安铁路公安处
- 安康铁路公安处
- 西延铁路公安处

### 附：地方人民政府设置的地方铁路公安机关
《中华人民共和国铁路法》第二条规定，“本法所称铁路，包括国家铁路、地方铁路、专用铁路和铁路专用线。……地方铁路是指由地方人民政府管理的铁路。”以下列出地方人民政府设置的专门管理地方铁路治安保卫工作的公安机关。
- 河南省公安厅铁路公安局
- 天津市公安局公共交通治安分局（负责天津市属铁路治安保卫工作）
- 黑河市公安局铁路分局
- 包头市公安局包神铁路分局
- 鄂尔多斯市公安局交通运输治安分局
- 滨州市公安局地方铁路分局
- 神木市公安局红柠派出所
- 翁牛特旗公安局乌丹站派出所
- 巴林右旗公安局白塔子铁路派出所

……